# Самосил кримський
Самосил кримський (Teucrium krymense) — вид рослин з родини глухокропивові (Lamiaceae), поширений у Криму й північному Кавказі.

## Опис
Багаторічна рослина 15–40 см заввишки. Рослина дуже густо запушена. Листки знизу шерстисті; верхні приквітки здебільшого цілокраї.

## Поширення
Поширений у Криму й північному Кавказі.
В Україні вид зростає у лісах, горах, на схилах — у Криму.